# Долонський Денис Володимирович
Денис Володимирович Долонський (рос. Денис Владимирович Долонский; 17 жовтня 1972, Ленінград — 1 липня 2019, Баренцеве море) — російський офіцер, підводник-гідронавт, командир глибоководного підводного човна АС-12, відомого також як «Лошарик», капітан 1-го рангу, Герой Російської Федерації (2013).

## Біографія
Одразу після закінчення 1989 року середньої школи № 337 вступив на штурманський факультет Вищого військово-морського училища підводного плавання імені Ленінського Комсомолу в Ленінграді (після реорганізації 1998 року — Санкт-Петербурзький військово-морський інститут).
З серпня 1994 року проходив службу на Північному флоті на посаді інженера електронавігаційної групи штурманської бойової частини атомного підводного крейсера К-64. З грудня 1996 року служив у Центрі підготовки фахівців у галузі глибоководної діяльності Міністерства оборони Російської Федерації військової частини № 45707 у місті Петергоф (Петродворцовий район Санкт-Петербурга).
Служив на АС-12 із моменту спуску на воду в серпні 2003 року. Займався дослідженнями Арктики та Антарктики. На початку 2010-х років за цю діяльність отримав звання Героя Російської Федерації.
З грудня 2012 року по грудень 2014 року був заступником командира одного зі з'єднань підводних човнів Північного флоту, який здійснює глибоководну діяльність.
З грудня 2014 року — начальник Центру спеціалістів науково-дослідних глибоководних апаратів ГУДІ Міноборони Росії.
Загинув 1 липня 2019 року під час пожежі на підводному човні АС-12, перебуваючи на посаді його командира. Всього внаслідок пожежі загинуло від отруєння продуктами горіння 14 членів екіпажу. Загоряння сталося в ході проведення батиметричних робіт у Баренцовому морі — вимірювань рельєфу дна у російських територіальних водах.
6 липня 2019 року похований з військовими почестями на Серафимівському цвинтарі Санкт-Петербурга.

## Нагороди
- Герой Російської Федерації (8.02.2013 року — закритий указ)
- орден Мужності (2010, 4 липня 2019 — посмертно);
- орден «За військові заслуги» (2006)
- орден «За морські заслуги» (2018)
- Медаль ордена «За заслуги перед Вітчизною» 2-го ступеня (2001)
- медаль «300 років Російському флоту»
- медаль «За військову доблесть» 1-го ступеня
- медаль «За відмінність у військовій службі» трьох ступенів
- медаль «За службу у підводних силах»